# Johann Nepomuk Adalbert Maxandt
Johann Nepomuk Adalbert Maxandt (Diwicz, Bohèmia, 1750 – [...?]) fou un organista i compositor austríac.
Va ser deixeble de Kopřiva, i després va recórrer arreu d'Àustria, desenvolupant les funcions d'organista de diversos convents; el 1756 aconseguí el càrrec de director del cor de Friedberg, (Frymburk, en txec) i fou molt distingit com a professor d'orgue.
Publicà una missa a quatre veus i orquestra, i deixà manuscrites diverses misses solemnes, sis motets, sis misses de Rèquiem, sonates i variacions per a piano, preludis i altres composicions per a orgue, etc.